# Elisabeth Rumert
Rut Alma Elisabeth Boström-Rumert, född 15 juni 1911 i Piteå, död 9 augusti 1989 i Skarpnäcks församling, var en svensk kanslibiträde, författare, målare och tecknare.
Hon var dotter till urmakaren Carl Hjalmar Boström och läraren Alma Westerlund och från 1946 gift med tjänstemannen Torgny B:son Rumert. Hon var som konstnär autodidakt och bedrev självstudier under resor till Spanien och Marocko. Hon medverkade i utställningar på Liljevalchs konsthall. Hennes konst består av visionära fantasimotiv, blomsterstilleben, allegorier och religiösa motiv utförda i olja, pastell eller akvarell samt illustrationer. Hon utgav folklivsromanen Så  levdes det i Gammelstad 1953.